# Linophryne brevibarbata
Linophryne brevibarbata är en fiskart som beskrevs av Charles William Beebe 1932. Linophryne brevibarbata ingår i släktet Linophryne och familjen Linophrynidae. Inga underarter finns listade i Catalogue of Life.